# Torre de Don Miguel
Torre de Don Miguel – gmina w Hiszpanii, w prowincji Cáceres, w Estramadurze, o powierzchni 11,55 km². W 2011 roku gmina liczyła 539 mieszkańców.